# Qarah Owghlānlū
Qarah Owghlānlū (persiska: قره اوغلانلو, Qareh Ūghlānlū, قَرِه وغلانلو) är en ort i Iran.   Den ligger i provinsen Zanjan, i den nordvästra delen av landet, 400 km väster om huvudstaden Teheran. Qarah Owghlānlū ligger 1 240 meter över havet och antalet invånare är 380.
Terrängen runt Qarah Owghlānlū är huvudsakligen platt, men söderut är den kuperad.Runt Qarah Owghlānlū är det ganska glesbefolkat, med 47 invånare per kvadratkilometer. Närmaste större samhälle är Gomeshābād, 14,7 km öster om Qarah Owghlānlū. Trakten runt Qarah Owghlānlū består i huvudsak av gräsmarker.